# کراچیمیر
کراچیمیر (به بلغاری: Krachimir) یک منطقهٔ مسکونی در بلغارستان است که در استان ویدین واقع شده‌است.
 کراچیمیر ۲۵٫۸۱۱ کیلومتر مربع مساحت و ۱۸ نفر جمعیت دارد و ۴۷۳ متر بالاتر از سطح دریا واقع شده‌است.